# Triple jeu
Pour les articles homonymes, voir Triple play et TP.
Le triple jeu (noté TP), ou en anglais triple play, est une action de baseball rare au cours de laquelle la défense parvient à éliminer trois adversaires lors de la même action de jeu. Cette action est similaire au double jeu, mais moins fréquente.
Un triple jeu peut être exécuté de plusieurs manières, mais la plupart d'entre eux ont lieu avec deux coureurs sur les premier et deuxième buts. Souvent dans ce cas, l'arrêt-court ou le troisième but capte la balle et retire le coureur présent sur le deuxième but sur un jeu forcé ou en touchant le coureur. Puis la balle est envoyée au second but pour retirer le coureur présent sur le premier but sur jeu forcé, et finalement le joueur de premier but retire le batteur ayant réussi un coup sûr. Une autre séquence possible est l'élimination du batteur par l'arrêt-court ou le joueur de deuxième but sur une flèche (élimination automatique), puis des deux coureurs s'ils n'ont pas le temps de revenir sur leur but à temps pour éviter l'élimination.
Les triples jeux sont très rares en raison des conditions nécessaires pour leur réalisation. Il faut deux coureurs sur but, aucune élimination et une mise en action rapide des défenseurs pour réussir cette action. Le triple jeu sans aide (anglais : unassisted triple play), qui est un triple jeu réalisé par un seul défenseur, est un fait encore plus rare.
Selon la Society for American Baseball Research (SABR), il y a eu 696 triples jeux en Ligue majeure de baseball entre 1876 et le 1er juillet 2014. Au terme de la saison 2009, on comptait seulement 15 triples jeux sans aide.
Les trois derniers triples jeux sans aide ont été réussis :
- le 29 avril 2007 par Troy Tulowitski l'arrêt-court des Rockies du Colorado face aux Braves d'Atlanta[1].
- le 12 mai 2008 par Asdrúbal Cabrera, joueur de deuxième but des Indians de Cleveland. Lors de la 5e manche contre les Blue Jays de Toronto, avec Kevin Mench au deuxième but, Marco Scutaro au premier but et Lyle Overbay au bâton, il capte la frappe d'Overbay puis pose le pied sur le deuxième but pour retirer Mench et toucher Scutaro, ces derniers étant partis de leur but pour tenter un double vol[2].
- le 23 août 2009 par Eric Bruntlett, joueur de deuxième but des Phillies de Philadelphie, en 9e manche d'un match contre les Mets de New York. Il s'agissait du 2e triple jeu de l'histoire à mettre fin à un match[3],[4].

## Note
1. ↑  Owen Perkins, « Tulowitzki turns unassisted triple play », sur MLB.com, 29 avril 2007
2. ↑  (en) Anthony Castrovince, « Cabrera turns unassisted triple play », sur MLB.com, 12 mai 2008
3. ↑  Bruntlett épate la galerie, Radio-Canada, 23 août 2009.
4. ↑  Sommaire du match Philadelphie-New York du 23 août 2009, retrosheet.org.